# Claremont, Kalifornija
Claremont (/ˈklɛərmɒnt/) je predmestje na vzhodnem robu okrožja Los Angeles v Kaliforniji v Združenih državah Amerike, 48 km vzhodno od središča Los Angelesa. Nahaja se v dolini Pomona, ob vznožju gorovja San Gabriel. Po popisu leta 2010 je imelo 34.926 prebivalcev, leta 2019 pa je bilo ocenjeno število prebivalcev 36.266.
Claremont je dom številnih izobraževalnih ustanov, mesto pa je znano po svojih drevoredih s številnimi zgodovinskimi stavbami. Zaradi tega ga včasih imenujejo »mesto dreves in doktoratov.« Julija 2007 ga je revija CNN/Money ocenila kot peto najboljše mesto za življenje v Združenih državah in je bilo na seznamu najbolje ocenjeno mesto v Kaliforniji. Revija Sunset Magazine ga je leta 2016 razglasila tudi za najboljše predmestje na zahodu. Opisala ga je kot »majhno mesto, ki združuje svetovno prefinjenost s privlačnostjo majhnega mesta.« Leta 2018 je Niche ocenil Claremont kot 17. najboljše mesto za življenje na območju Los Angelesa od 658 skupnosti, ki jih je ocenil na podlagi kriminala, življenjskih stroškov, zaposlitvenih možnosti in lokalnih dobrin.
Claremont je že 22 let zapored dobitnik nagrade Tree City USA, ki jo podeljuje National Arbor Day Association. Ko je bilo mesto ustanovljeno leta 1907, so lokalni prebivalci začeli s tradicijo sajenja dreves v mestu. Claremont je eno redkih preostalih krajev v Severni Ameriki z ameriškimi bresti, ki niso bili izpostavljeni holandski bolezni brestov. Veličastna drevesa obdajajo bulvar Indian Hill v bližini mestnega spominskega parka.
V mestu je več velikih skupnosti upokojencev, med njimi Pilgrim Place, Claremont Manor in Mt. San Antonio Gardens.